# 匡提科海軍陸戰隊基地
匡提科海軍陸戰隊基地（英語：Marine Corps Base Quantico，MCB Quantico），又譯為寬提科基地，是美國海軍陸戰隊位於維吉尼亞州威廉王子郡南部、斯塔福德縣北部的軍事基地，佔地約55,148英畝（223.18平方）。主要是培訓海軍陸戰隊及聯邦執法人員，被稱為「海軍陸戰隊的十字路口」。

## 單位

### 美國海軍陸戰隊
- 海軍陸戰隊戰鬥發展司令部（英语：Marine Corps Combat Development Command）
  - 海軍陸戰隊作戰實驗室（英语：United States Marine Corps Warfighting Laboratory）
- 海軍陸戰隊招募司令部（英语：Marine Corps Recruiting Command）
- 海軍陸戰隊系統司令部（英语：Marine Corps Systems Command）
- 海軍陸戰隊訓練與教育司令部（英语：United States Marine Corps Training and Education Command）
  - 基礎學校（英语：The Basic School）
  - 海軍陸戰隊大學
  - 候補軍官學校（英语：Officer Candidates School (United States Marine Corps)）
- 海軍陸戰隊使館警衛隊[2]
- 海軍陸戰隊第1直升機中隊

### 其它聯邦機構
- 國防情報局
- 國防反情報和安全局
- 美國陸軍刑事調查司令部
- 海軍犯罪調查局
- 空軍特別調查處
- 聯邦調查局學院[3]
- 聯邦調查局實驗室
- 人質救援隊
- 緝毒局訓練學院[4]